# Edwin Meese
Pour les articles homonymes, voir Meese.
Edwin Meese, né le 2 décembre 1931 à Oakland (Californie), est un juriste, professeur de droit, essayiste et homme politique américain. Membre du Parti républicain, il est procureur général entre 1985 et 1988 dans l'administration du président Ronald Reagan.

## Biographie

### Au sein du Parti républicain
Membre éminent du Parti républicain, il a travaillé, entre 1967 et 1974, avec Ronald Reagan, alors gouverneur de Californie, puis dans son équipe de campagne présidentielle.

### Procureur général des États-Unis
Edwin Meese devient procureur général des États-Unis en 1985, un poste qu'il a dû quitter en 1988 à la suite du scandale Wedtech. Durant ses trois années, il a été chargé de diriger une commission visant à étudier les effets de la pornographie : la Attorney General's Commission on Pornography, plus souvent appelée Commission Meese. Il a aussi participé à la lutte anti-drogue, notamment en participant à la campagne « Just Say No », qu'il coordonnait avec la Première dame Nancy Reagan.

### Autres
Il fait partie de nombreux think tanks comme le Constitution Project ou la Heritage Foundation et est membre de nombreuses organisations publiques.

## Principales publications
- (en) Edwin Meese et P. J. Ortmeier, Leadership, Ethics and Policing : Challenges for the 21st Century, Prentice Hall, 2009, 368 p.
- (en) The Heritage Guide to the Constitution, Regnery Publishing, 2005, 475 p.
- (en) Making America Safer : What Citizens and Their State and Local Officials Can Do to Combat Crime, Heritage Foundation, 2000, 208 p.
- (en) With Reagan: The Inside Story, Regnery Publishing, 1992, 381 p.

## Sources
- (en) Cet article est partiellement ou en totalité issu de l’article de Wikipédia en anglais intitulé « Edwin Meese » (voir la liste des auteurs).